# Mesosignum bathyalis
Mesosignum bathyalis là một loài chân đều trong họ Mesosignidae. Loài này được Choudhury & Brandt miêu tả khoa học năm 2006.